# 元山駅 (千葉県)

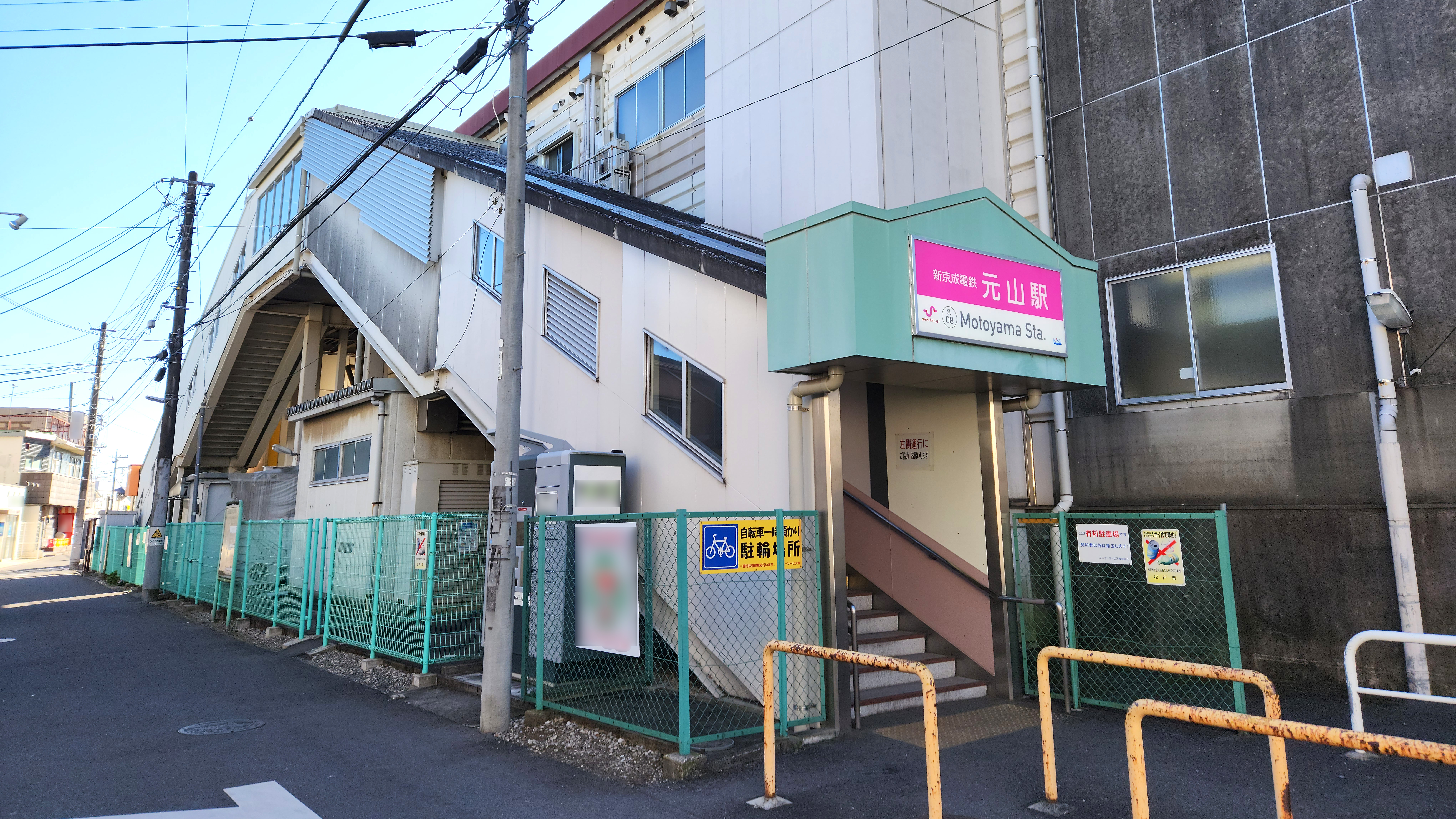
東口（2023年1月）

元山駅（もとやまえき）は、千葉県松戸市五香南にある、京成電鉄松戸線の駅である。駅番号はKS81。

## 歴史
- 1955年（昭和30年）4月21日：新京成電鉄新京成線の駅として開業。
- 2014年（平成26年）2月：駅番号「SL08」を設定[1]。
- 2021年（令和3年）9月10日：改札外に京成グループタクシーの呼び出し専用電話[注 1]を設置[2]。
- 2025年（令和7年）4月1日：新京成電鉄の京成電鉄への吸収合併に伴い、京成電鉄松戸線の駅となる。同時に駅番号をSL08からKS81に変更[3]。

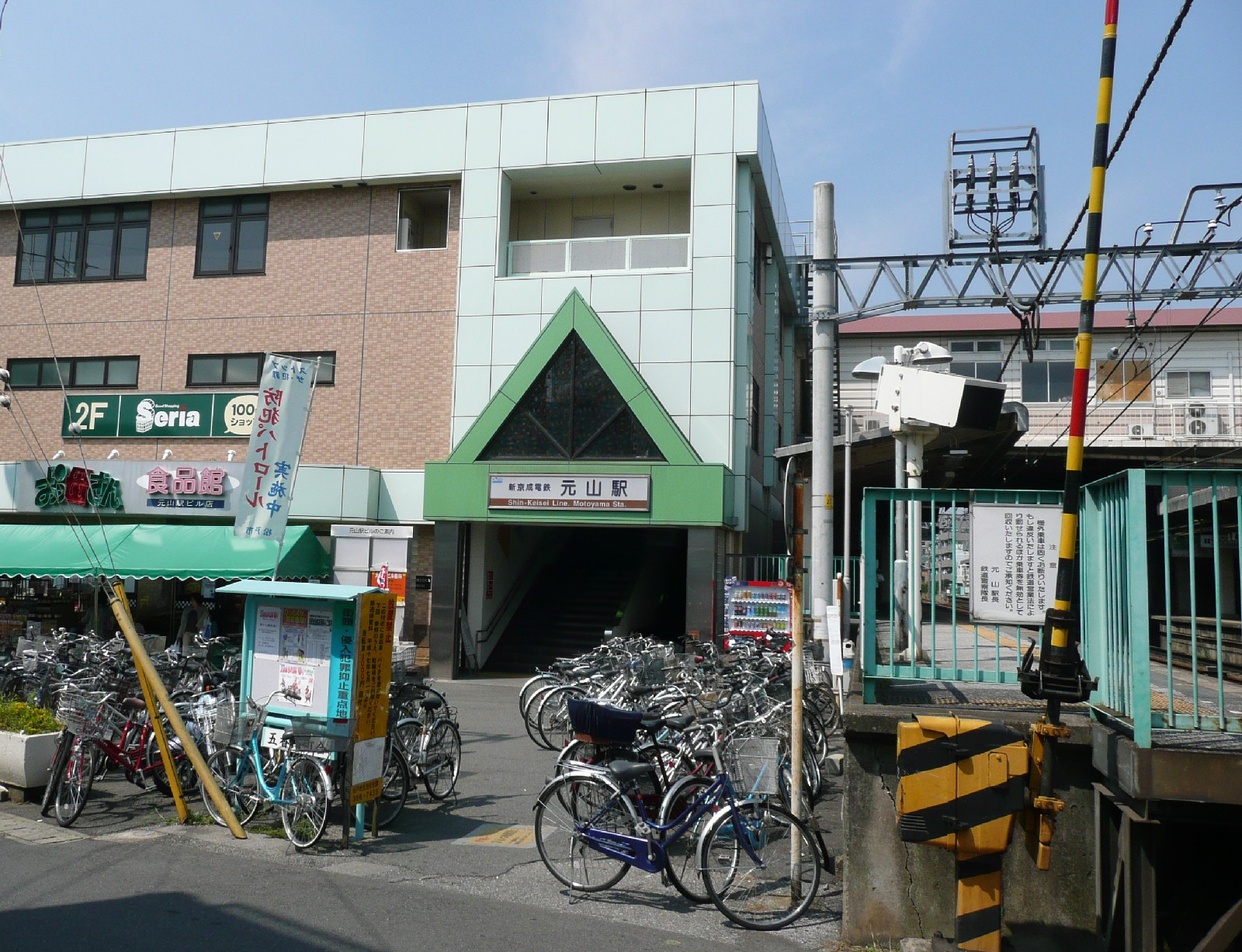
駅名看板更新前の西口（2008年9月）
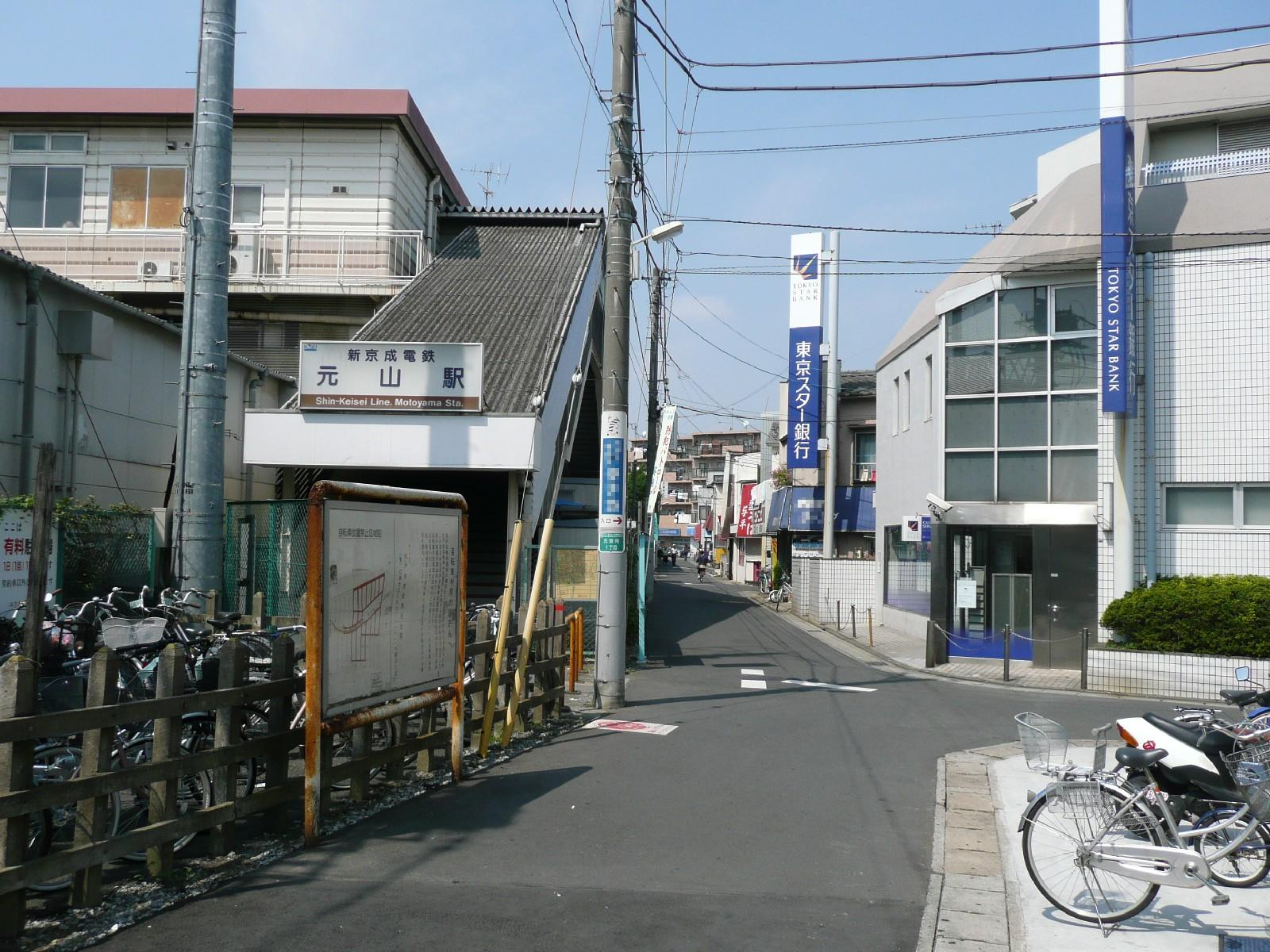
駅名看板更新前の東口（2008年9月）

## 駅構造
2面2線の相対式ホームを持つ地上駅。橋上駅舎をもつ。

### のりば
| 番線 | 路線   | 方向 | 行先                     |
| ---- | ------ | ---- | ------------------------ |
| 1    | 松戸線 | 下り | 北習志野・京成津田沼方面 |
| 2    | 松戸線 | 上り | 八柱・松戸方面           |

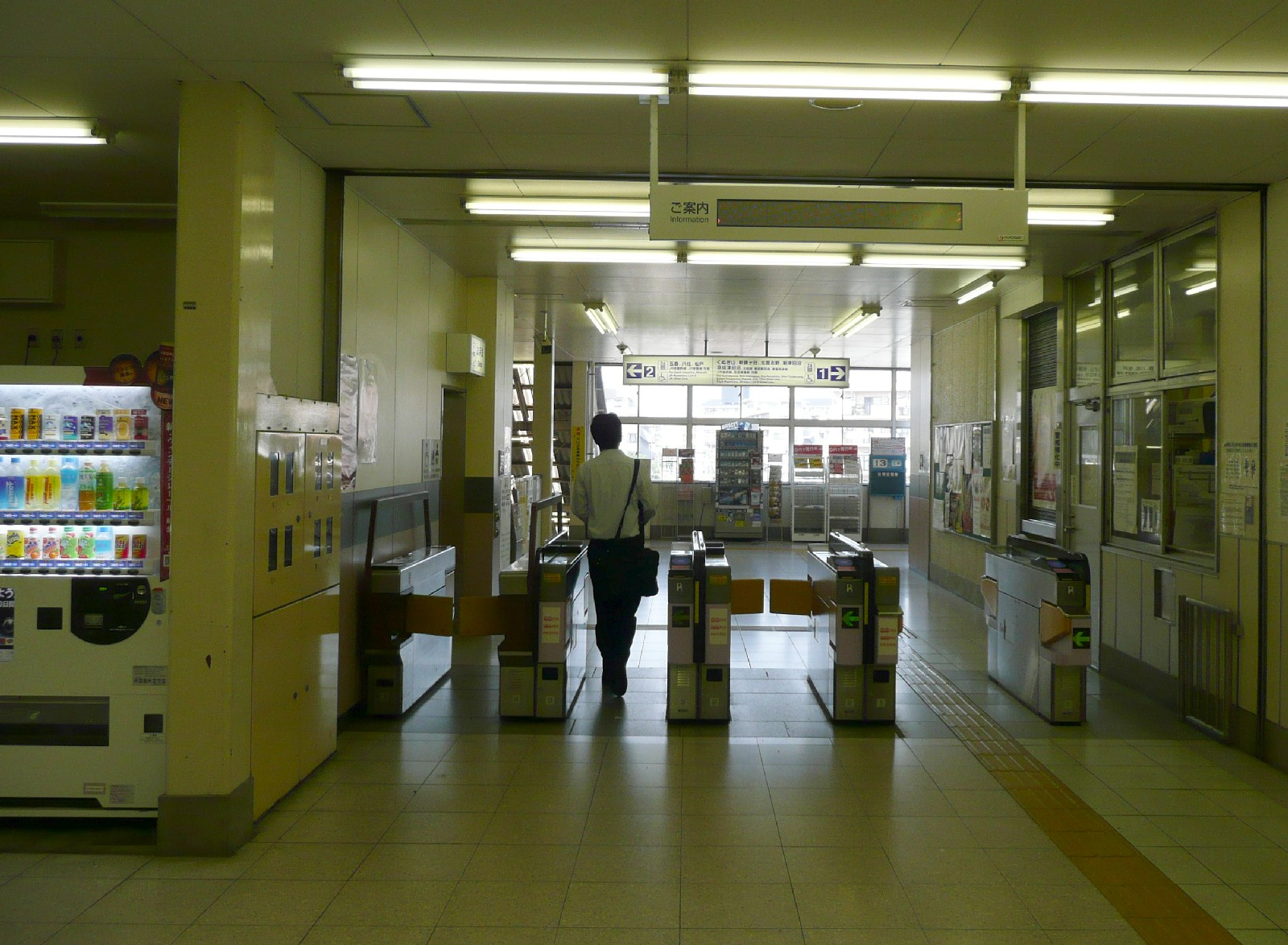
改札口（2008年9月）
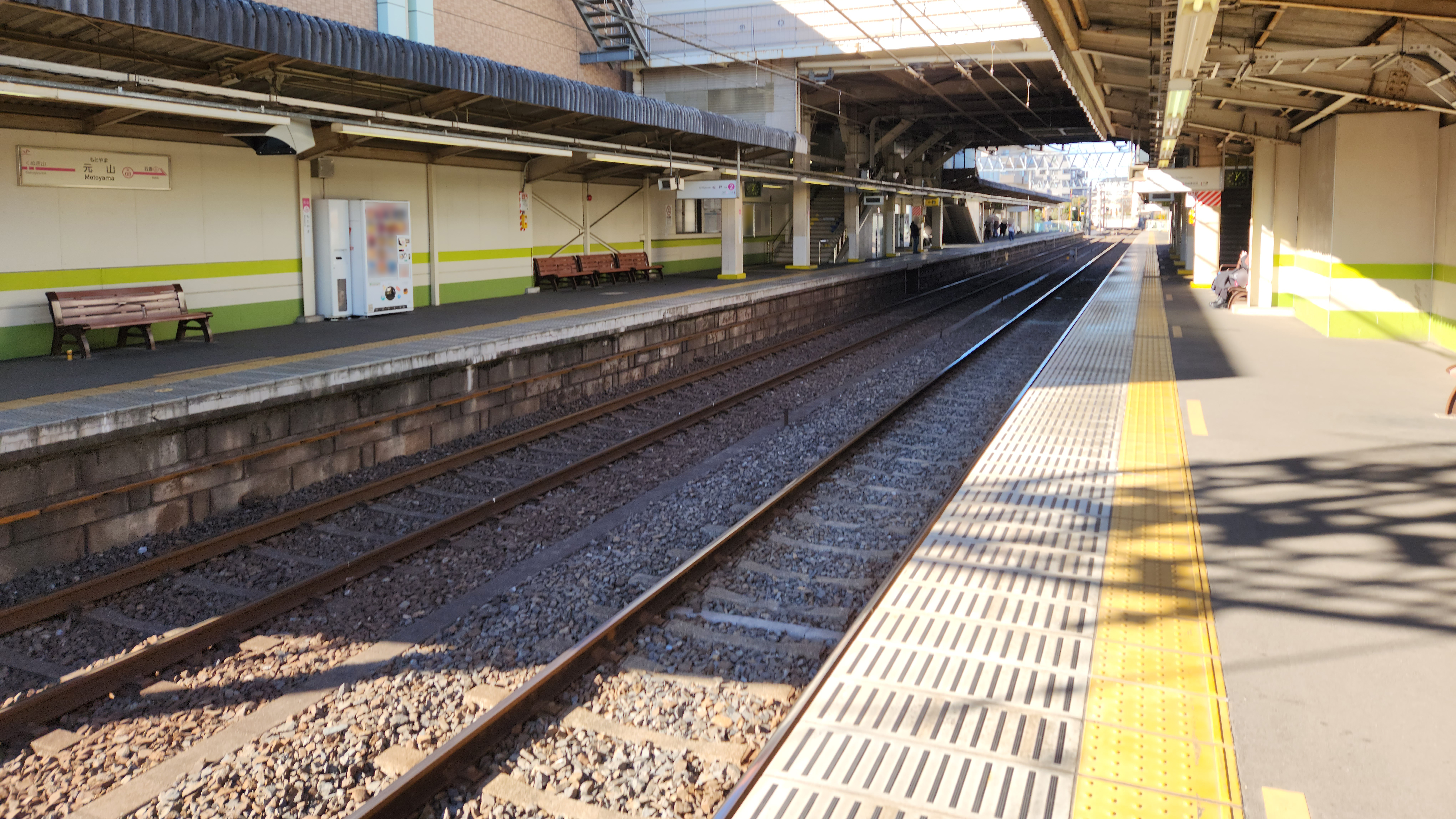
駅ホーム（2023年1月）
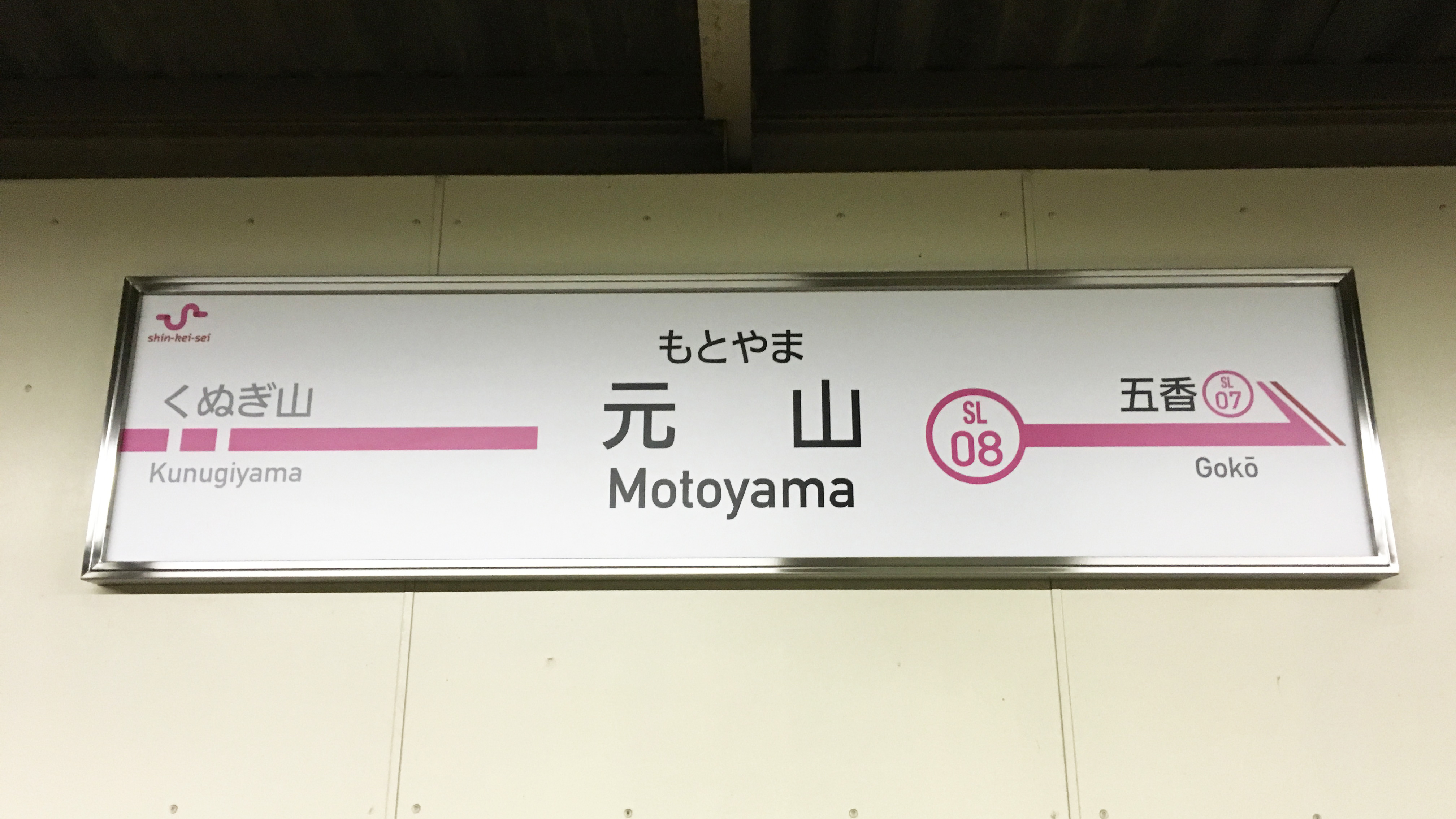
駅名標（2015年12月）

## 利用状況
2024年度の1日の平均乗降人員は15,684人である。
近年の一日平均乗降・乗車人員推移は下表の通り。
| 年度               | 一日平均 乗降人員 | 一日平均 乗車人員 |
| ------------------ | ----------------- | ----------------- |
| 2007年（平成19年） |                   | 9,837             |
| 2008年（平成20年） |                   | 9,775             |
| 2009年（平成21年） |                   | 9,627             |
| 2010年（平成22年） |                   | 9,519             |
| 2011年（平成23年） |                   | 9,286             |
| 2012年（平成24年） |                   | 9,365             |
| 2013年（平成25年） |                   | 9,369             |
| 2014年（平成26年） |                   | 9,296             |
| 2015年（平成27年） |                   | 9,400             |
| 2016年（平成28年） |                   | 9,340             |
| 2017年（平成29年） |                   | 9,266             |
| 2018年（平成30年） |                   | 9,217             |
| 2019年（令和元年） | 18,159            | 9,115             |
| 2020年（令和02年） | 14,179            |                   |
| 2021年（令和03年） | 13,983            |                   |
| 2022年（令和04年） | 14,881            |                   |
| 2023年（令和05年） | 15,494            |                   |
| 2024年（令和06年） | 15,684            |                   |

## 駅周辺

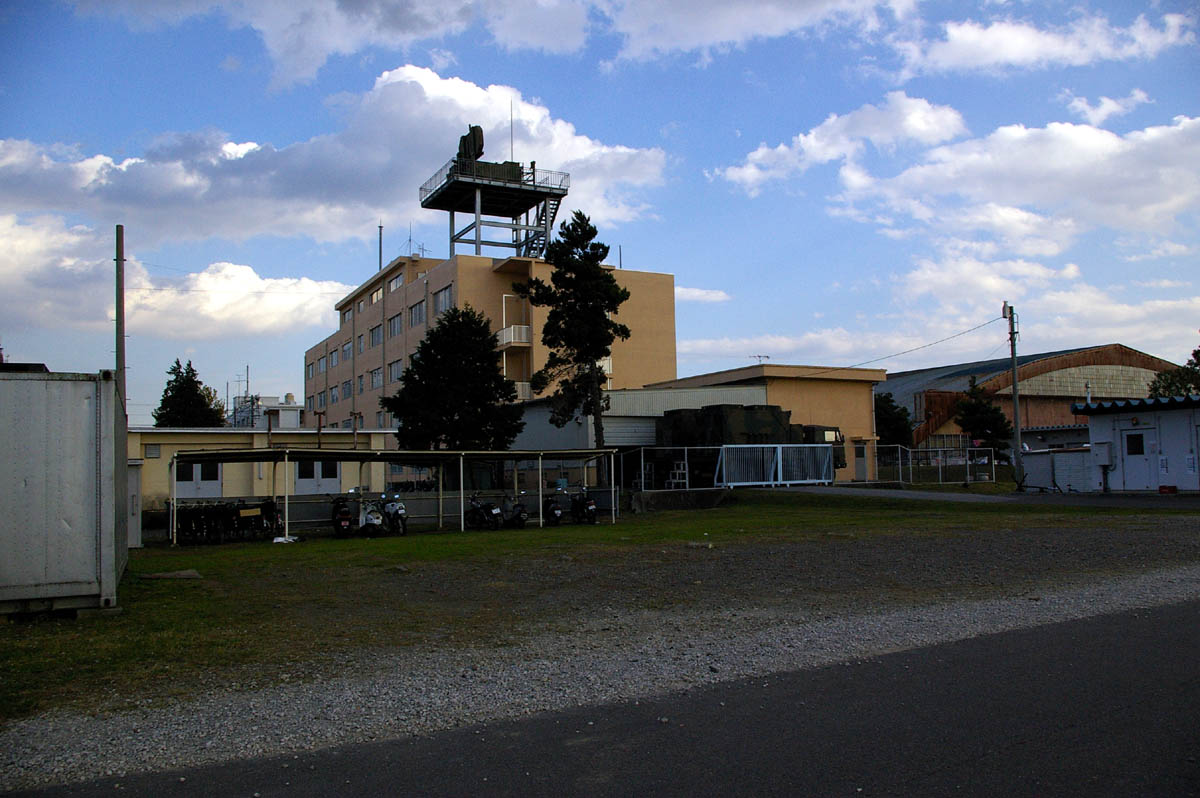
陸上自衛隊松戸駐屯地

周辺は西側に陸上自衛隊の駐屯地の敷地が広がるほかは、屋敷林を持つ歴史ある古い農家もあり、閑静な住宅地となっている。観光梨園も点在している。駅南側約100メートル先に千葉県道57号千葉鎌ケ谷松戸線が通る。
- 元山駅ビル（地上3階） - 保育室、美容室などが入居。
- 陸上自衛隊松戸駐屯地
- 松戸市立第四中学校
- 松戸市立松飛台第二小学校
- 松戸市立高木第二小学校
- 五香病院
- 松戸松飛台郵便局
- 松戸元山郵便局
- 金刀比羅神社
- 関東財務局初富住宅

## 隣の駅
京成電鉄
 松戸線
五香駅 (KS82) - 元山駅 (KS81) - くぬぎ山駅 (KS80)